# Vera Nimidoff
Vera Nimidoff (Odessa, 1879 - Suresnes, août 1963) est une artiste lyrique née dans l'Empire russe, qui s'est produite à l'Opéra de Paris en 1900-1903 et a ensuite tenu un salon littéraire avec son mari Louis Bour.

## Biographie
Vera Nimidoff étudie au conservatoire de Milan. Elle vient à Paris pour terminer ses études musicales  à l'école de chant d'Eugénie Vergin-Colonne en 1899, puis avec Désirée Artôt.   
Elle fait ses débuts à l'Opéra de Paris, le 10 mars 1900, dans le rôle de Stéfano dans Roméo et Juliette de Gounod, puis Siebel dans Faust de Gounod en octobre 1900. Elle y chante le rôle de Cléanthis dans la première d'Astarté de Xavier Leroux en 1901 et Waltraute dans La Walkyrie de Wagner en avril 1903.
Après avoir quitté l’opéra de Paris, elle chante dans les concerts du soir à Ostende en 1903. Elle est la protagoniste féminine dans La Fille de Roland d'Henri Rabaud au casino de Vichy en juillet 1904. Elle chante aussi au casino de Dieppe en 1904, à l'opéra de Nice en 1905. Elle est engagée comme membre de la troupe du Grand-Théâtre municipal de Lyon pour la saison 1905-1906 où elle chante le rôle de Hilda dans Sigurd en octobre 1905. 
Elle épouse le psychiatre Louis Bour et tient un salon littéraire, 46 avenue Foch, salon que fréquentent Louis Barthou, le prince Pierre de Polignac et la reine des Belges, mais aussi des écrivains de l'entre-deux-guerres : François Mauriac, Henry Bordeaux, Anna de Noailles et Léon-Paul Fargue, Jean Cocteau, Henri de Régnier, Abel Bonnard,  mais aussi Georges Henri Rivière, Émile Borel.
Le salon de Véra Bour est un des plus importants du point de vue médico-littéraire. C’est Léon-Paul Fargue qui y introduit Paul Valéry en 1923 ; Louis Bour et sa femme deviennent donc rapidement des amis proches de Valéry mais aussi des mécènes. Valéry consulte Louis Bour sur ses ennuis de santé et Véra, souvent en compagnie de la femme du poète, est une auditrice régulière des leçons de Paul Valéry au Collège de France
Sa sœur Sonia Liédine Nimidoff est aussi une artiste lyrique qui chante à Paris. Son frère est tué à l'âge de 18 ans par les cosaques lors des massacres d'Odessa en 1905.

## Modèle
Elle sert de modèle à :
- Pierre-Nicolas Tourgueneff, figure en bronze, 1907.
- Giovanni Boldini, 1910.
- Henri Gervex, Huile sur toile.